# Taenaris eos
Taenaris eos är en fjärilsart som beskrevs av Heller 1894. Taenaris eos ingår i släktet Taenaris och familjen praktfjärilar. Inga underarter finns listade i Catalogue of Life.